# Bétous
 Bétous  là một xã thuộc tỉnh Gers trong vùng Occitanie tây nam nước Pháp. Xã này có độ cao trung bình 137mét trên mực nước biển.